# Igrejinha
Igrejinha, amtlich portugiesisch Município de Igrejinha, ist eine Stadt im brasilianischen Bundesstaat Rio Grande do Sul. Sie liegt auf 18 Meter über dem Meeresspiegel und zählte 31.660 Einwohner (2010). Igrejinha erstreckt sich über 136,816 km².

## Regionalsprache
- Riograndenser Hunsrückisch

## Städtepartnerschaft
Seit 2013 unterhält Igrejinha eine Partnerschaft mit Simmern/Hunsrück.

## Bildergalerie

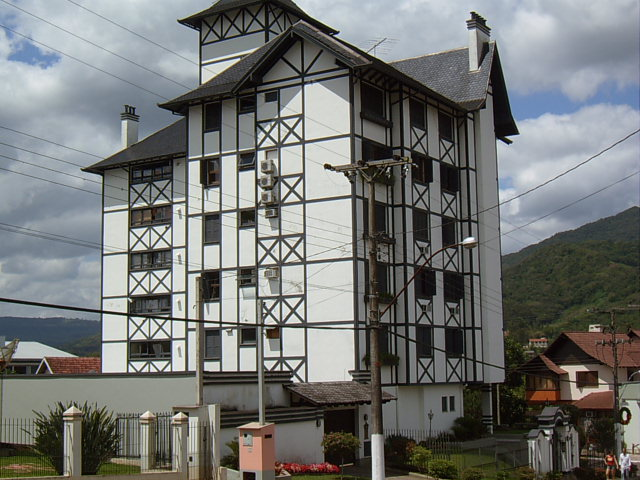
Gebäude im Ortsteil Bom Pastor
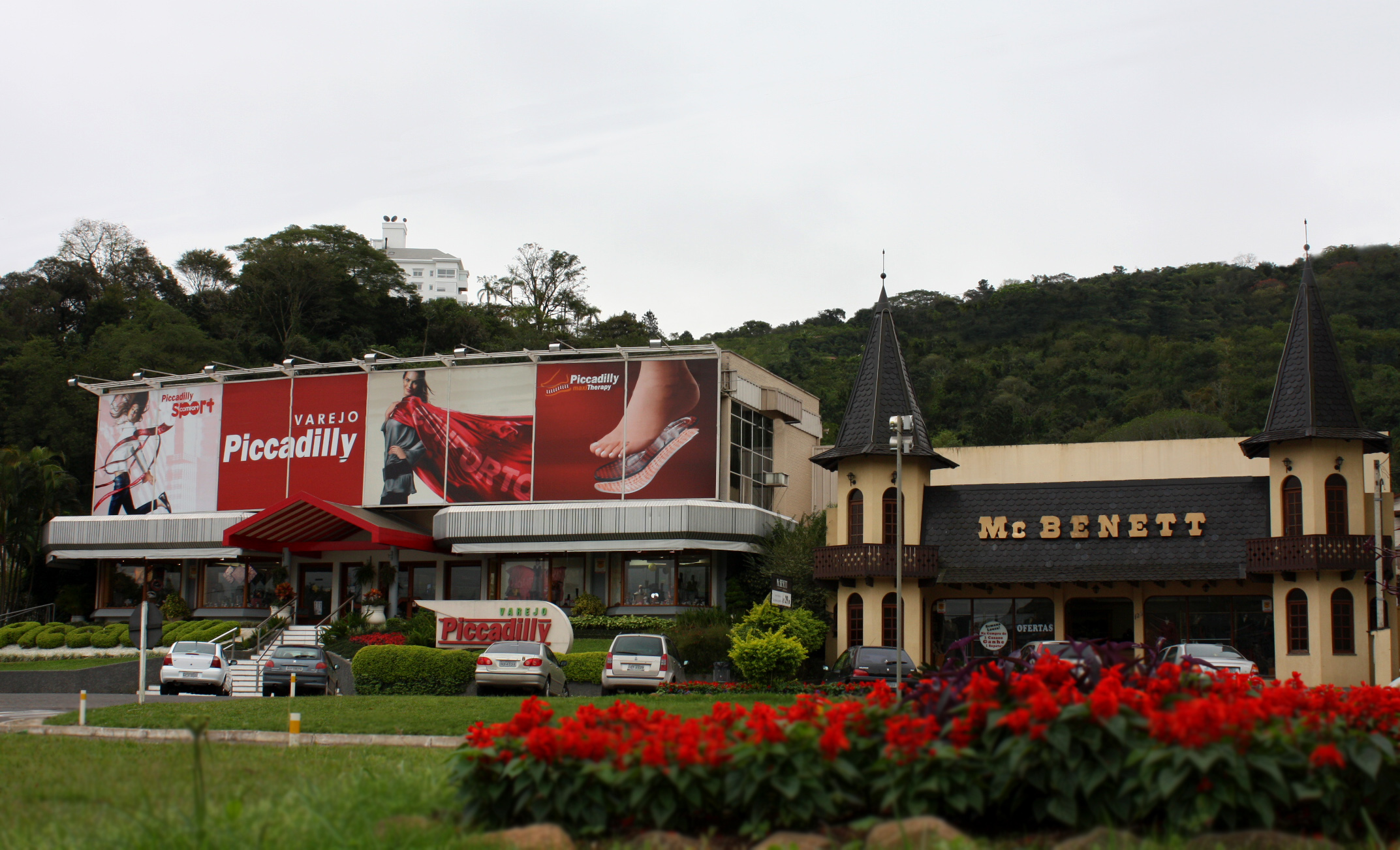
Landesstraße RS-115
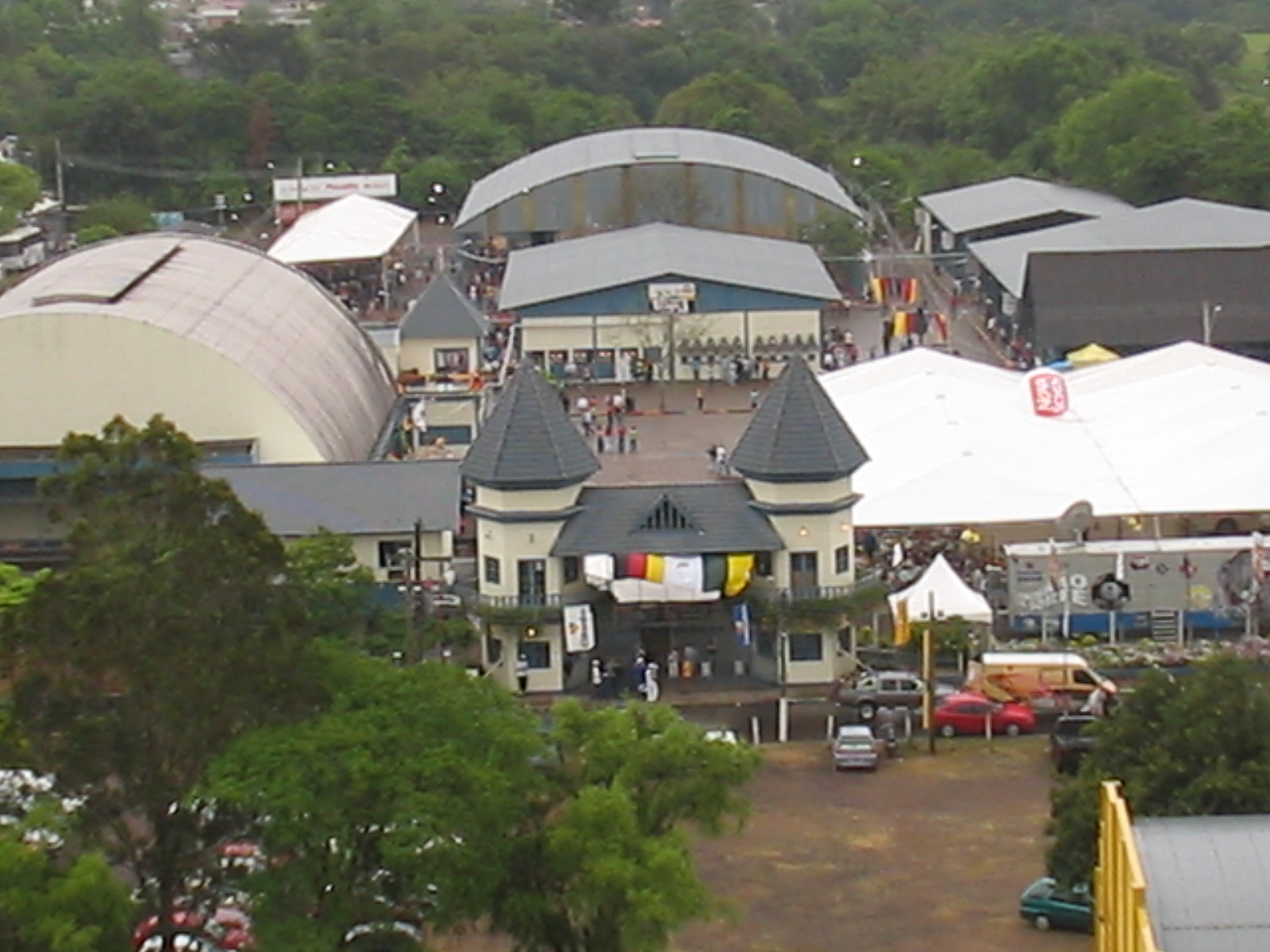
Oktoberfest 2004
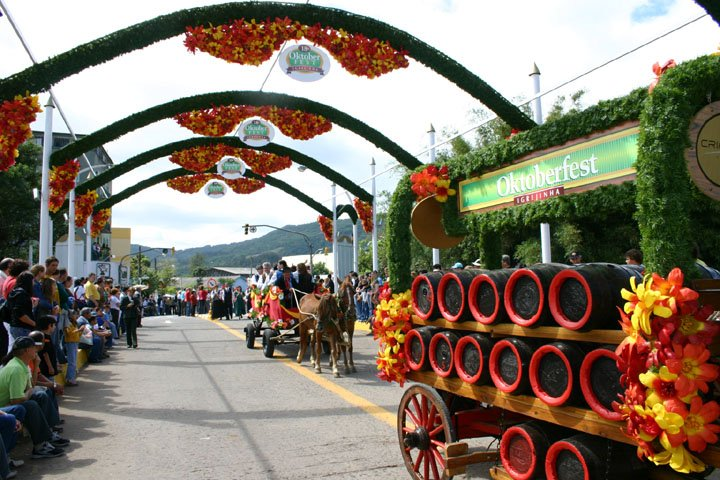
Oktoberfest 2005
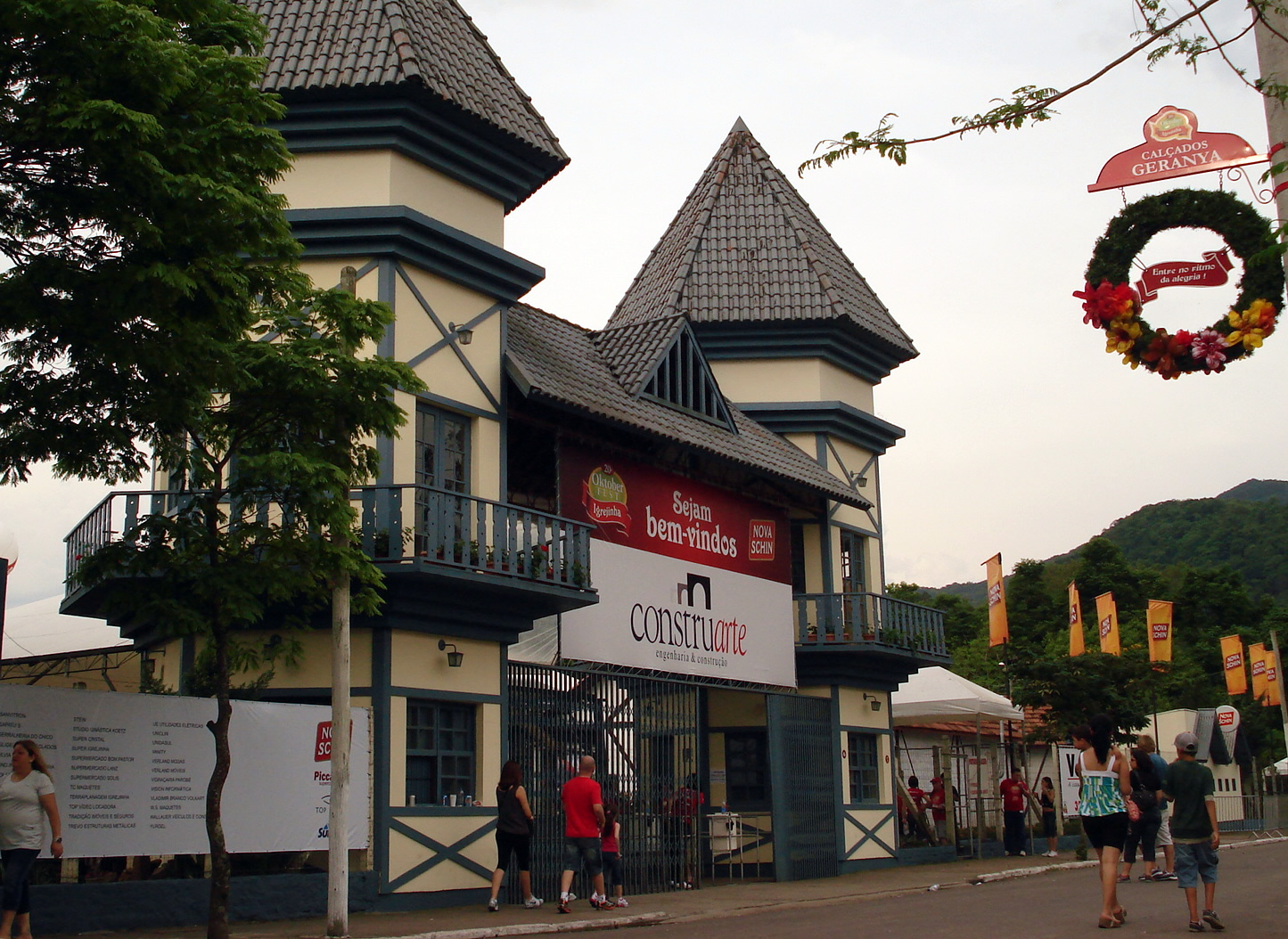
Oktoberfest 2007